# Aderbissinat
Aderbissinat – miasto w Nigrze, w regionie Agadez, w departamencie Tchirozérine.